# Strauchia taurica
Strauchia taurica — вид кумових ракоподібних родини Pseudocumatidae.  Рачок зустрічається на північному сході Атлантики, у Середземному, Чорному та Каспійському морях.